# أحمد الحقيل
أحمد الحقيل هو كاتبٌ وروائيّ سعودي صدر له عدد من الروايات وهي «دوائر» و«خطوط» و«طرق ومدن» و «الخلق الجديد» و«أيام وكتب» ومجموعة قصصية بعنوان «بيت».

## المسيرة المهنيّة
نشر الكاتب السعودي أحمد الحقيل طوال مسيرتهِ المهنيّة في عالم الكتابة والتأليف والنشر عددًا من المجموعات القصصيّة والكتب لعلَّ أبرزها كتاب «طرق ومدن» عن دار صوفيا للنشر والتوزيع في 237 صفحة، كما نشر كتاب «خطوط» عن الدار العربية للعلوم ناشرون في 208 صفحة وهو الكتاب الذي يتحدث عن العلاقة بين الكتابة والحياة والموت. تميّزت هذه الرواية في أنّ كاتبها أحمد تمرَّد – حسب كلام النقاد – على قواعد السرد القصصي معتمدًا على الرؤى والتأويل والمغزى تاركًا لمخيلة القارئ المجال للاحتمالات. تحكي الروايةُ بالضبط عن سعود الغزيمي وهو صحافي وشاعر لم يتجاوز الثلاثين من العمر لم يكن يعرف والده عبد المحسن الغزيمي. رماه والده مع والدته المحتضرة لملاحقة نزوة هلامية، وتركهما في بيت جده وأخواله في مدينة المجمعة قبل 29 عامًا حينما كان في العام الأول من عمره فقط، معلناً عزمه على الرحيل، رغم أن أحداً لم يكن يعلم إلى أين، أو لماذا. أمضى حياته وهو يخبر الجميع بثقة أن والده ميت، ولم يكن أخواله ليمانعوا بهذه الافتراضية تجاه الرجل الذي رمى أختهم المريضة لتموت بعد أربع سنوات من الاحتضار، وترك عندهم ولده الوحيد دون سبب واضح ليختفي، ثم تمضي السنوات دون أن يظهر له ذكر.
أصدر الحقيل في وقتٍ ما رواية «دوائر» عن المركز الثقافي العربي في 288 صفحة، ويتناول فيها الكاتب الحقائق الروحية - الدينية من خلال استدعاء شخصيّة هاجر المصرية، التي عاشت ردحًا من الزمن في كنف الإمبراطورية الفرعونية ثمّ يربطُ مع الدلالة القرآنية، ولا سيما دلالة التيه في الأرض التي عاشتها هاجر بعدما رمى بها إبراهيم في وادٍ مقفر غير ذي زرع مع ابنها إسماعيل. حاول الكاتب إيجاد الكثير من القواسم المشتركة بين تيه هاجر وتيه بطلي رواية اللذان لا يصلان مكة وإنما صحراء قاحلة فيها امرأة تركض من جبل إلى آخر تاركة ابنها الرضيع يبكي بين الرمال.

## آراء
يُؤمن أحمد الحقيل بأنّ «هنالك طقوس، وإلهام، وقراءة نهمة ضرورية، ولكنها مرتبطة بحالات معينة، وتتشكل طبيعيةً وغير معلبة أو معرَّفة، تفرضها الاحتياجات والظروف والمزاج ولا يُسعى إليها ولا يُربط الإنتاج بها حتمًا وغصبًا.»
يُؤكّد الحقيل أنه يُحرّر كثيرًا، وأنّ كل ما هو مكتوبٌ في نصوصه ورواياته متعمَّد، ونادرًا ما لا يكون متعمدًا، وفي المقابل يمسحُ قليلًا عند تحرير المسودات ومع ذلك فأحمد الحقيل يُعيد القراءة أكثر من مرة، ويحذف ويزيد في نطاق ضيق كما يقول.

## قائمة أعماله
هذه قائمةٌ بأبرز أعمال الكاتب والروائي السعودي أحمد الحقيل:
- دوائر[14]
- خطوط[15]
- طرق ومدن[16]
- الخلق الجديد[17]
- بيت (مجموعة قصصيّة)[18]